# Geogarypus cuyabanus
Espèce
Synonymes
- Garypus cuyabanus Balzan, 1887

Geogarypus cuyabanus est une espèce de pseudoscorpions de la famille des Geogarypidae.

## Distribution
Cette espèce est endémique du Brésil. Elle se rencontre dans la région du Mato Grosso.

## Systématique et taxinomie
Cette espèce a été décrite sous le protonyme Garypus cuyabanus par Balzan en 1887. Elle est placée dans le genre Geogarypus par Chamberlin en 1930.

## Publication originale
- Balzan, 1887 : Chernetidae nonnullae Sud-Americanae, I. Asuncion.